# Блажко Віталій Олегович
Віта́лій Оле́гович Блажко́ — український військовослужбовець, майор Національної гвардії України, учасник російсько-української війни, який відзначився і загинув у ході російського вторгнення в Україну. Повний кавалер ордена «За мужність», лицар ордена Богдана Хмельницького ІІІ ступеня, Герой України (посмертно).

## Життєпис
Блажко Віталій Олегович (позивний «Хват»), майор, командир снайперської групи спеціального призначення окремого загону спеціального призначення «Азов» НГУ.
Народився 22 липня 1989 року в Одесі. В юності був активістом патріотичного руху, зокрема, 2011 року вступив до місцевого осередку організації «Патріот України».
Пройшов строкову військову службу у внутрішніх військах МВС України, вступив до Харківського національного університету внутрішніх справ, очно провчився рік, потому вирішив поєднати навчання зі службою в одеському спецпідрозділі міліції «Беркут». Після Революції гідності звільнився з міліції.
Навесні 2015 року добровольцем став на захист Батьківщини, одразу ж потрапивши на передову, під Широкине, де дістав перше поранення — осколкове у спину. Брав участь в АТО на сході України. Згодом сформував і очолив снайперський підрозділ полку «Азов». Протягом служби провів багато успішних військових операцій.
Навесні 2019 році в бою дістав тяжке поранення, внаслідок якого відбулася травматична ампутація 2/3 стоп обох ніг. Менш ніж за три місяці, після протезування у США — повернувся до строю. Відмовився від оформлення інвалідності, бо тоді не зміг би служити на бойовій посаді, а отже — воювати. Авторитетний бойовий командир, якого поважали побратими.
Під час російського вторгнення в Україну в 2022 році з першого дня брав участь у бойових діях на Маріупольському напрямку. Снайперський підрозділ «Азова» під командуванням Хвата завдав великих втрат загарбникам. За словами підлеглих, окрім належного для його посади керування з пункту управління, регулярно перебував на позиціях і особисто вступав у вогневий контакт з противником, знищуючи живу силу. Тим часом одна пара його протезів згоріла, друга була зламана, тож він пересувався на зламаних.
За участі Хвата в Маріуполі знищено й виведено з ладу близько 15—17 одиниць ворожої техніки і багато піхоти. Він також командував операцією, в ході якої взято полонених. Надавав медичну й іншу допомогу цивільним під ворожим вогнем та артобстрілами.
Під час одного з виїздів на позиції авто, в якому перебував Хват з бійцями, знищила ворожа авіація, ті, хто вижили, зазнали тяжких поранень. Попри це Віталій двічі відмовився від евакуації гелікоптером, сказавши, що залишиться з побратимами до кінця.
8 травня 2022 року рашисти скинули на «Азовсталь» потужну авіабомбу, яка зруйнувала бункер, де перебували українські захисники. Серед багатьох загиблих був і Віталій Блажко…

## Нагороди
- Звання Герой України з врученням ордена «Золота Зірка» (2023, посмертно) — за особисту мужність і героїзм, виявлені у захисті державного суверенітету та територіальної цілісності України, самовіддане служіння Українському народові[5]. Нагороду отримали з рук президента України Володимира Зеленського 24 серпня 2023 у м. Києві батьки Віталія Блажка під час урочистостей з нагоди Дня незалежності України[2];
- орден Богдана Хмельницького III ступеня (28 липня 2022) (посмертно) — за особисту мужність і самовіддані дії, виявлені у захисті державного суверенітету та територіальної цілісності України, вірність військовій присязі[6];
- орден «За мужність» I ступеня (25.03.2022) — за особисту мужність і самовіддані дії, виявлені у захисті державного суверенітету та територіальної цілісності України, вірність військовій присязі, зразкове виконання службового обов'язку[7];
- орден «За мужність» ІІ ступеня (27.06.2019) — за особисту мужність і самовіддані дії, виявлені у захисті державного суверенітету та територіальної цілісності України[8];
- орден «За мужність» ІІІ ступеня.

## Вшанування пам'яті
- В Одеському ліцеї № 22 Одеської міської ради встановлено пам'ятну дошку[4];
- 2024 року в місті Одесі вулицю Махачкалинську та узвіз Маринеска перейменували на вулицю й узвіз Віталія Блажка.